# Presque Isle (Maine)
Presque Isle – miasto w Stanach Zjednoczonych, w stanie Maine. Według powszechnego spisu z 2000 r. miejscowość zamieszkiwało 9511 osób. Miasto jest siedzibą University of Maine at Presque Isle.
Miejscowość znana jest jako ośrodek biathlonowy. W 2006 r. odbyły się w niej Mistrzostwa Świata Juniorów.